# Вогошћа (ријека)
Вогошћа је ријека у Босни и Херцеговини, десна притока ријеке Босне. На Вогошћи се налази 98 метара висок водопад Скакавац.